# Flughafen Andal

i8
i11
i13
Der Flughafen Andal (englisch Andal Airport, auch: Durgapur Airport oder Kazi Nazrul Islam Airport) ist ein nationaler Flughafen in Andal im Distrikt Bardhaman im nordostindischen Bundesstaat Westbengalen. Er ist nach dem bengalischen Dichter Kazi Nazrul Islam benannt und dient den Städten Durgapur (ca. 20 km südöstlich) und Asansol (ca. 34 km nordwestlich) als Flughafen.
Das Hinterland des Flughafens umfasst die Städte Bardhaman, Bankura, Bishnupur, Purulia, Sainthia, Suri, Bolpur und Rampurhat in Westbengalen sowie Dhanbad und Bokaro Steel City in Jharkhand. Er ist Teil der ersten privaten Aerotropolis des Landes, die von Bengal Aerotropolis Projects Limited entwickelt wurde.

## Geschichte
Am 10. Mai 2015 nutzte Premierminister Narendra Modi als erster Passagier den neuen Flughafen, als er mit einem Boeing-737-VIP-Flugzeug der indischen Luftwaffe nach Delhi flog, noch bevor kommerzielle Fluggesellschaften ihren regulären Flugbetrieb vom Flughafen aus aufnahmen. Der geplante kommerzielle Betrieb begann am 18. Mai 2015. Eine andere Fluggesellschaft, Zoom Air, nahm ebenfalls Flüge auf der Strecke Delhi–Durgapur–Kolkata auf, stellte den Flug jedoch nach drei Monaten wegen Passagiermangels ein. Schließlich wurde der Flughafen 2018 mit Verbindungen nach Delhi und Hyderabad von Air India und zu den Zielen Mumbai und Chennai im Oktober 2019 von SpiceJet immer beliebter.

## Kapazität
Der Flughafen wurde auf ca. 650 Acres (kann in Zukunft weiter ausgebaut werden) zu einem Preis von 6 Milliarden Rupien gebaut.

## Flugverbindungen
Der Flughafen wird von mehreren indischen Fluggesellschaften angeflogen. Nationale Flüge verbinden Andal / Durgapur mit Delhi, Hyderabad, Bangalore, Chennai und Mumbai.

## Sonstiges
- Betreiber des Flughafens ist die Bengal Aerotropolis Projects Ltd (BAPL), an der die Regierung von Westbengalen beteiligt ist; einen weiteren Anteil hält die Changi Airports International (CAI) aus Singapur.
- Die 2800 m lange Landebahn (die auf 3315 m erweiterbar ist) ist mit einem CAT-I-Instrumentenlandesystem (ILS) ausgestattet und kann Flugzeuge wie Airbus A320 und Boeing 737 aufnehmen.